# Chi Hồi
Chi Hồi (danh pháp khoa học: Illicium) là một chi trong thực vật có hoa chứa khoảng 37 loài cây bụi và cây thân gỗ nhỏ thường xanh, và nó là chi duy nhất trong họ Hồi (Illiciaceae), nếu như tách họ này ra khỏi họ Ngũ vị tử (Schisandraceae). Các loài trong chi này có nguồn gốc ở vùng nhiệt đới và cận nhiệt đới thuộc miền đông và đông nam châu Á, đông nam Bắc Mỹ và Tây Ấn.

## Từ nguyên
Illicium có nguồn gốc từ động từ tiếng Latinh illicere nghĩa là cám dỗ, lôi cuốn, quyến rũ.

## Phân loại
G. Hao et al. (2000) chỉ ra rằng các phân chia trước đó thành các phân chi, tổ và phân tổ là phi tự nhiên và vì thế không nên sử dụng nữa. Tuy nhiên, trong quá khứ thì 2 hệ thống phân chia thành các phân chi, tổ và phân tổ đã được đề xuất như sau:
Theo Smith (1947) và Imkhanitskaya (1993):
- Illicium tổ Illicium (tổ Badiana Spach theo Smith)
  - Illicium phân tổ Illicium
  - Illicium phân tổ Parviflora Imkhan.
- Illicium tổ Cymbostemon (Spach) A.C. Sm.

Theo Law (1996):
- Illicium phân chi Illicium
  - Illicium tổ Illicium
  - Illicium tổ Impressicosta Y.W.Law & Q.Lin
- Illicium phân chi Cymbostemon (Spach) Y.W. Law & Q. Lin

## Các loài
The Plants of the World Online công nhận 37 loài.
- Illicium angustisepalum A.C.Sm., 1947: Đông nam Trung Quốc.
- Illicium anisatum L., 1759: Đài Loan, Nhật Bản (gồm cả Nansei-shoto), nam bán đảo Triều Tiên - Hồi Nhật Bản.
- Illicium arborescens Hayata, 1912: Đài Loan - Bát giác Đài Loan, hồi Đài Loan.
- Illicium brevistylum A.C.Sm., 1947: Hoa Nam.
- Illicium burmanicum E.H.Wilson, 1926: Myanmar.
- Illicium cubense A.C.Sm., 1947: Cuba.
- Illicium difengpi K.I.B. & K.I.M., 1977: Đông và đông bắc Quảng Tây.
- Illicium dunnianum Tutch., 1905: Đông nam Trung Quốc (tới Quý Châu).
- Illicium ekmanii A.C.Sm., 1947: Hispaniola.
- Illicium floridanum J.Ellis, 1770: Đông nam Hoa Kỳ, Mexico (Tamaulipas tới Puebla) - Hồi tía, hồi Florida, hồi Mexico.
- Illicium griffithii Hook.f. & Thomson, 1855: Campuchia, Đông Himalaya, Malaysia bán đảo.
- Illicium guajaibonense (Imkhan.) Judd & J.R.Abbott, 2008: Tây Cuba.
- Illicium henryi Diels, 1900: Trung và nam Trung Quốc - Hồi Henry, hồng hồi hương.
- Illicium hottense A.Guerrero, Judd & A.B.Morris, 2004: Haiti (rặng núi de la Hotte).
- Illicium jiadifengpi B.N.Chang, 1982: Hoa Nam.
- Illicium lanceolatum A.C.Sm., 1947: Đông nam Trung Quốc (tới Hồ Bắc) - Mãng thảo.
- Illicium leiophyllum A.C.Sm., 1947: Hồng Kông.
- Illicium macranthum A.C.Sm., 1947: Vân Nam (Trung Quốc).
- Illicium majus Hook.f. & Thomson, 1872: Hoa Nam, Myanmar, Việt Nam.
- Illicium merrillianum A.C.Sm., 1947: Myanmar, Vân Nam.
- Illicium micranthum Dunn, 1901: Hoa Nam.
- Illicium modestum A.C.Sm., 1947: Vân Nam.
- Illicium pachyphyllum A.C.Sm., 1947: Quảng Tây.
- Illicium parviflorum Michx. ex Vent., 1803: Cộng hòa Dominica, Florida - Hồi vàng.
- Illicium parvifolium Merr., 1938: Việt Nam.
- Illicium petelotii A.C.Sm., 1947: Vân Nam, miền bắc Việt Nam.
- Illicium philippinense Merr., 1909: Đài Loan, Philippines.
- Illicium ridleyanum A.C.Sm., 1947: Malaysia bán đảo.
- Illicium simonsii Maxim., 1888: Assam, Myanmar, trung nam Trung Quốc.
- Illicium stapfii Merr., 1918: Borneo, Malaysia bán đảo, Thái Lan bán đảo.
- Illicium sumatranum A.C.Sm., 1947: Sumatra.
- Illicium tashiroi Maxim., 1888: Đài Loan, Nhật Bản.
- Illicium tenuifolium (Ridl.) A.C.Sm., 1947: Campuchia, Malaysia bán đảo, Thái Lan, Việt Nam.
- Illicium ternstroemioides A.C.Sm., 1947: Đông nam Trung Quốc, từ Phúc Kiến tới Hải Nam - Hậu bì hương bát giác, đại hồi vỏ dày.
- Illicium tsaii A.C.Sm., 1947: Vân Nam.
- Illicium verum Hook.f., 1888: Đông nam Trung Quốc, Việt Nam. Du nhập vào Campuchia và trung nam Trung Quốc - Đại hồi, bát giác.
- Illicium wardii A.C.Sm., 1947: Myanmar.

### Sử dụng
Quả của đại hồi (Illicium verum) được sử dụng như là một loại gia vị trong ẩm thực Trung Hoa và ẩm thực Đông Nam Á. Hồi Nhật Bản (Illicium anisatum) được sử dụng tại Nhật Bản trong việc sản xuất hương, nhưng quả của nó có chứa chất độc khi ăn phải.

## Hình ảnh

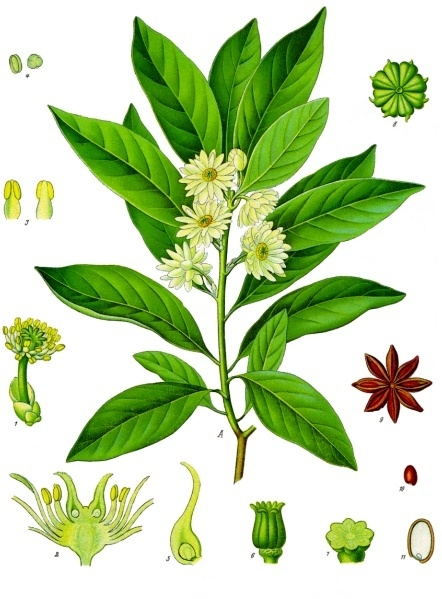
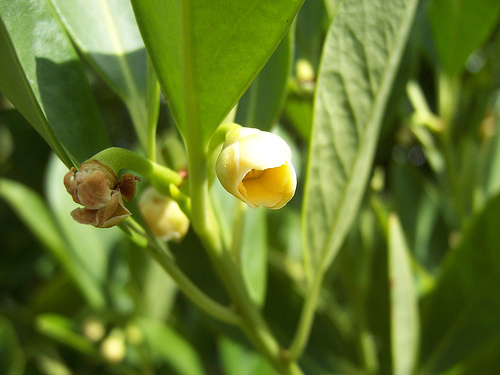
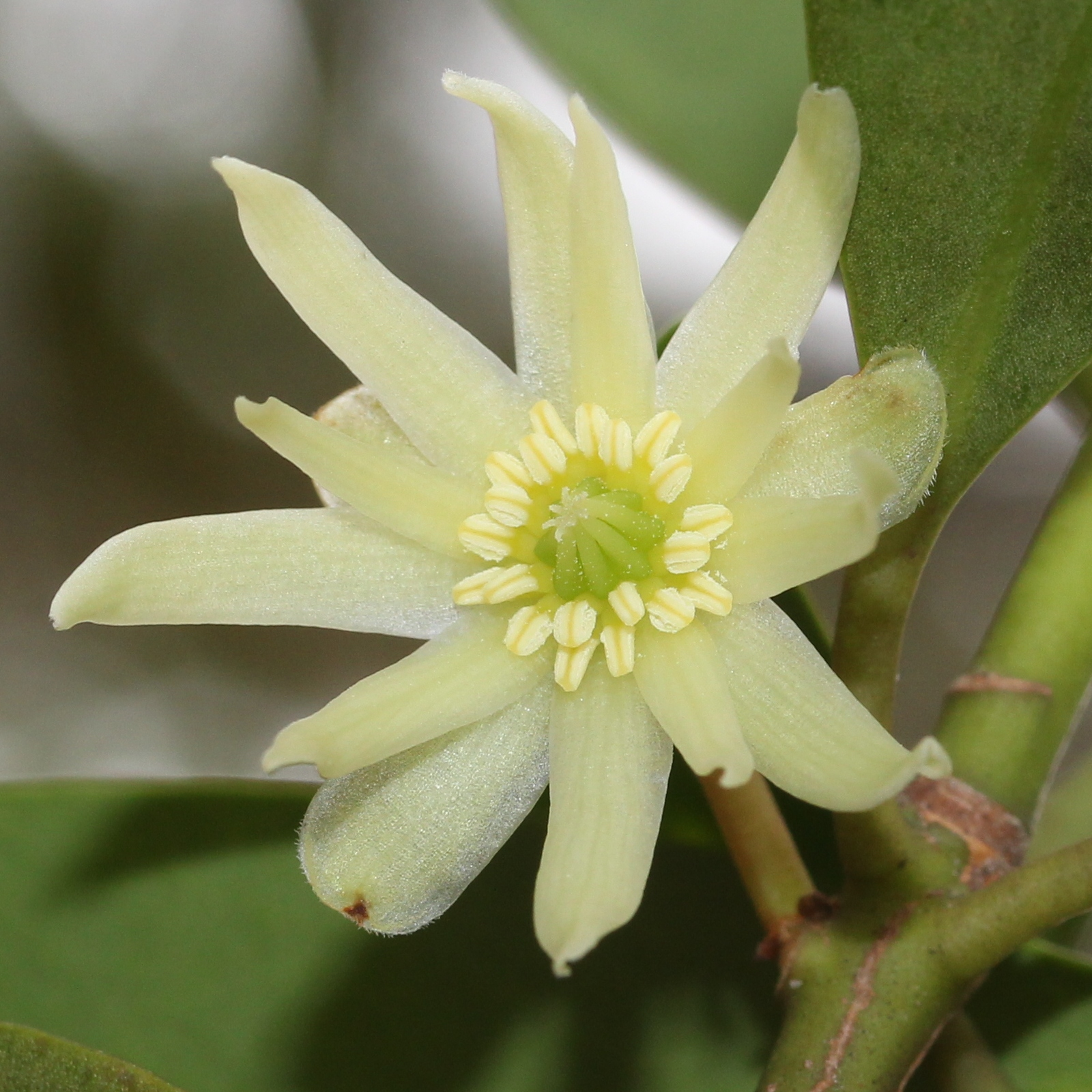
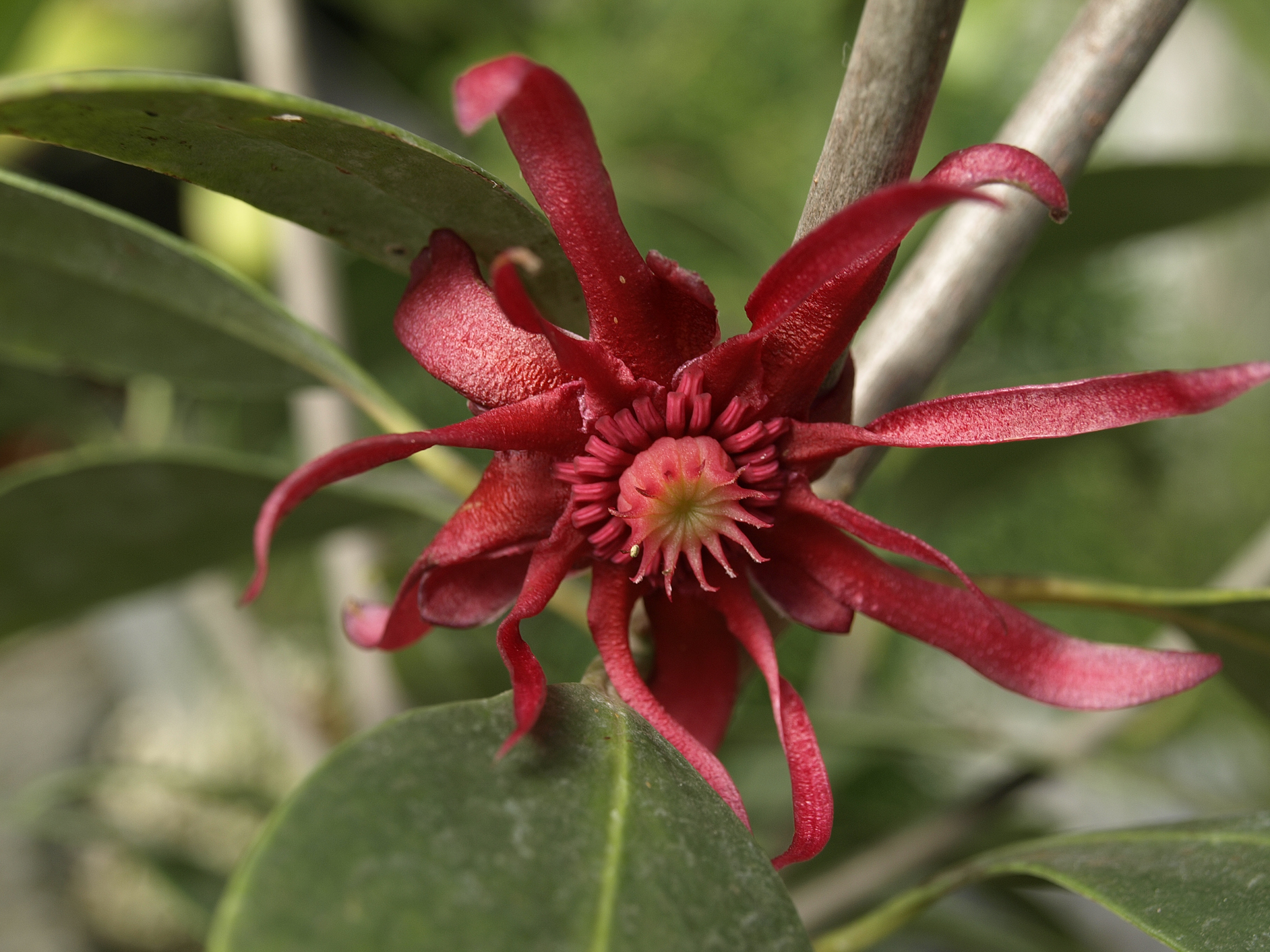